# Находка (банк)
Банк «Находка» — не существующий ныне российский коммерческий банк. Штаб-квартира располагалась в Находке, имелся филиал в Красноярске. Основан 8 апреля 1992 года, лицензия отозвана 27 февраля 1998 года.
Полное юридическое наименование банка: Акционерный коммерческий банк «Банк Находка» (Банк Свободной экономической зоны Находка). Создан в декабре 1991 года на базе филиала московского «Диалогбанка», зарегистрирован в форме акционерного общества закрытого типа 8 апреля 1992 года. Учредители в 1992 году: Административный комитет СЭЗ «Находка», страховая компания «Находка-Аско», компания «Находкалес», совместные предприятия, «Диалог-Находка», «Диалог-Москва», «Си-Ай-Ти». Крупнейшие акционеры банка в 1998 году: акционерное общество «Приморское морское пароходство» — около 20 %, административный комитет свободной экономической зоны «Находка» — 20 %, комитет по управлению муниципальным имуществом администрации города Находки — около 10 %, акционерное общество «Находкинская база активного морского рыболовства» — 7 %, «Находканефтепродукт» — 6 %. Основные направления деятельности банка: обслуживание счетов административного комитета СЭЗ «Находка», финансирование инвестиционных проектов СЭЗ и приватизации находкинских предприятий. Руководителями совета директоров банка в разные годы были Виктор Шумило, Анатолий Колесниченко, Анатолий Украинченко, Сергей Дудник.

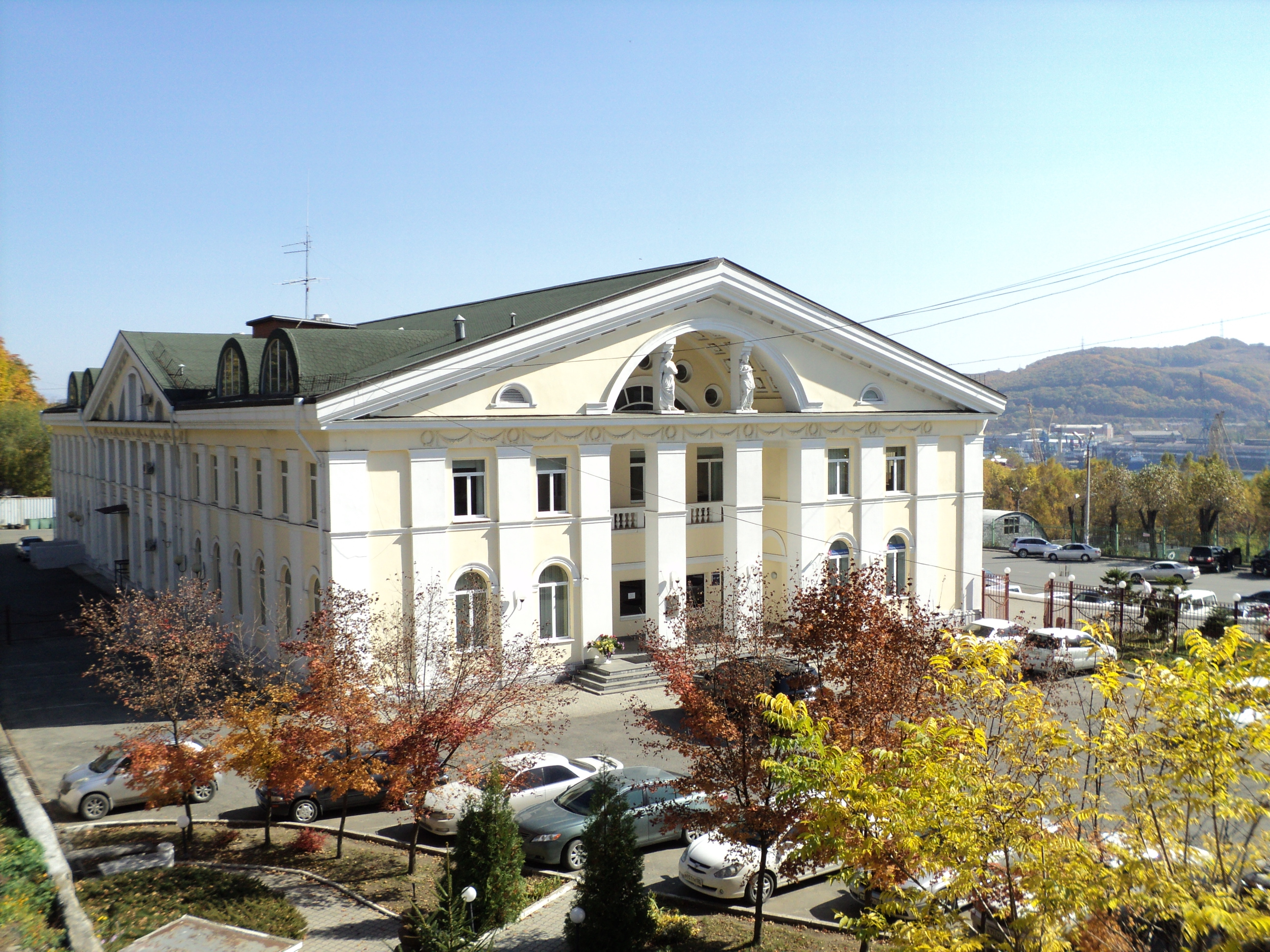
Бывший ДК рыбников

В феврале 1995 — апреле 1996 года проценты по депозитам в банке достигали 309 % годовых. В 1996 году столкнулся с невозвратом кредитов, в связи с чем для покрытия текущих расходов стал использовал средства с расчётных счетов клиентов. При поддержке администрации города Находки и административного комитета свободной экономической зоны банку была предоставлена отсрочка по уплате налогов в бюджет города. 15 июля 1998 года решением Арбитражного суда Приморского края банк был признан банкротом.
Главный офис банка располагался по адресу: г. Находка, улица Гагарина, дом 12. В апреле 1994 года был подписан контракт с итальянской строительной компанией Tegola Canadese на реконструкцию здания Дома культуры рыбников по улице Гагарина, дом 10 под новый офис банка. Стоимость проекта составила около $10 млн, под кредит одного итальянского банка сроком на пять лет. В мае того же года начались работы по реконструкции здания, арендованного у муниципалитета. После признания банка банкротом в июле 1998 года новое здание банка было выставлено конкурсным управляющим на продажу. После того, как компания Tegola Canadese отказалась от приобретения здания за $1 млн, оно было продано холдингу «Синергия» за $500 тысяч.
В связи с неисполнением банковского законодательства РФ, неудовлетворительным финансовым положением и неисполнением обязательств перед вкладчиками и кредиторами генеральная лицензия банка была отозвана 27 февраля 1998 года.